# Cal Prat Barrina
Cal Prat Barrina és una masia típica de la Catalunya Central, situada al vessant nord de la Serra de Castelltallat. La Serra on està ubicada forma part d'un espai natural protegit dins del Pla d'Espais d'Interès Natural (PEIN) i des del 2006 està inclòs a la xarxa europea Natura 2000. A prop de la casa es troba l'ermita de Sant Martí de Bertrans, església inclosa a l'Inventari del Patrimoni Arquitectònic Català.
La masia consisteix en 295 m² del cos principal i 638 m² dels cossos auxiliars.